# Jovanka Popov
Jovanka Jurčak udana Popov, (Subotica, 16. svibnja 1938.) je vojvođanska bivša rukometašica. Igrala je mali i veliki rukomet.
U malom rukometu igrala je desno krilo, a u velikom rukometu obrambenu igračicu i desno krilo.

## Igračka karijera
Rođena u obitelji Hrvata, kći Marka i Rozalije r. Kopilović, sestra poznatih rukometašica Justine i Jelisavete.. U mladosti se bavila gimnastikom. Od 1953. igrala veliki i mali rukomet u Spartaku iz Subotice u zlatnoj eri subotičkog ženskog rukometa. Igračku karijeru završila je 1964., nakon čega je radila kao službenica u tiskari Minerva u Subotici do mirovine.

## Uspjesi u klubu
U velikom rukometu prvakinja na saveznom turniru 1954., 1956. i doprvakinja 1955.
U malom rukometu prvakinja savezne lige 1956./57., 1959./60., 1962./63., doprvakinja saveznog turnira 1955. godine. Doprvakinja savezne lige 1955./56., 1957./58., 1960./61. i 1963./64. te treća 1958./59. i 1961./62. godine. Jugoslavenski kup osvojila 1961., a finale u kojem nije osvojila kup igrala je 1956., 1957., 1962. i 1963. godine.

## Reprezentativna karijera
Igrala je za vojvođansku pokrajinsku reprezentaciju. Za jugoslavensku reprezentaciju nastupila 19 puta. Sudionicom je svjetskog prvenstva 1962. koje se održalo u Rumunjskoj, na kojem je osvojila četvrto mjesto. U utakmici za broncu izgubile su tijesnih 6:5 od Čehoslovačke.